# Unie van Rechtse Partijen
Unie van Rechtse Partijen (Hebreeuws: איחוד מפלגות הימין, Icḥud Miflagot ha-Yamin) was een extreemrechtse Israëlische politieke partij van nationalistische en religieus-zionistische signatuur. Partijleider was Rafi Peretz, brigadier-generaal en rabbijn.
De politieke partij is een lijstverbinding van kleine rechtse partijen (Tkoema, Het Joodse Huis en Otsma Jehudit) richting de Israëlische parlementsverkiezing van april 2019. De partij richt zich primair op de Joodse inwoners en is tegen een toekomstige Palestijnse staat. Lijsttrekker was Peretz. Samen met voormalig Joods Huis-lid en leider van Tkoema, Bezalel Smotrich, behaalde de partij vijf zetels. De unie is in juni uit elkaar gevallen na de terugtrekking van Otsma Jehudit, omdat de andere partijen de "Noorse Wet" niet wilden toepassen zodat Itamar Ben-Gvir lid van de Knesset kon worden. Sinds 29 juli 2019 vormen Het Joodse Huis en Tkoema samen met Nieuw Rechts de Yamina-coalitie.
Israëlische politieke partijen in de 25e Knesset
Likoed · Yesh Atid · Partij van Nationale Eenheid (Blauw en Wit / Veerkracht voor Israël · Nieuwe Hoop) · Shas · Religieus-Zionistische Partij · Verenigd Thora-Jodendom (Agudat Yisrael · Degel HaTorah) · Otzma Yehudit · Yisrael Beiteinu · Ra'am · Hadash-Ta'al · Arbeidspartij · Noam
Israëlische politieke partijen buiten de 25e Knesset (vaak voormalige partijen)

Ale Yarok · Balad · Cheroet · Derech Eretz · Gezamenlijke Lijst · Hatnua · Het Joodse Huis · Hetz · Kach · Kadima · Kulanu · Meemad · Meretz · Nationaal-Religieuze Partij · Nieuw Rechts · Shinui · Unie van Rechtse Partijen · Yachad · Yamina · Zionistische Unie